# Alexis Bouthillier
Pour les articles homonymes, voir Bouthillier.
Alexis Bouthillier M.D. (né à Saint-Constant le 29 juillet 1870 et mort à Saint-Jean le 4 décembre 1940) est un médecin et homme politique québécois. Il a été député de la circonscription de Saint-Jean puis de Saint-Jean—Napierville pour le Parti libéral de 1919 à 1940. Il a également été maire de Saint-Jean de 1919 à 1923.